# 오자와 히카루
오자와 히카루(일본어: 小澤 光, 1988년 3월 9일 ~ )는 일본의 전 축구 선수이다.

## 구단 경력
그는 2014년부터 2018년까지 J리그의 YSCC 요코하마에서 활동하였다.